# Khánh Thành, Khánh Dương
Khánh Thành (chữ Hán phồn thể: 慶城縣, chữ Hán giản thể: 庆城县, bính âm: Qìngchéng Xiàn, âm Hán Việt: Khánh Thành huyện) là một huyện thuộc địa cấp thị Khánh Dương, tỉnh Cam Túc, Cộng hòa Nhân dân Trung Hoa. Khánh Thành có diện tích 2673 ki-lô-mét vuông, dân số năm 2004 là 320.000 người. Mã số bưu chính của huyện này là 745100. Chính quyền huyện đóng ở trấn Khánh Thành. Đến tháng 6 năm 2002, huyện này được chia ra 4 trấn và 15 hương.
- Trấn: Dịch Mã, Tam Thập Lý Phố, Mã Dục và Khánh Thành.
- Hương: Hùng Gia Miếu, Xích Thành, Bạch Mã, Đồng Xuyên, An Gia Tự, Thái Bạch Lương, Băng Lâm Xóa, Thổ Kiểu, Thái Khẩu Tập, Cao Lâu, Nam Trang, Huyền Mã, Địch Gia Hà, Thái Gia Miếu, Cát崾Hiện.